# Modisimus concolor
Modisimus concolor là một loài nhện trong họ Pholcidae. Loài này được phát hiện ở Cuba.